# Gilberto Camacho
Gral. Gilberto Camacho fue un militar mexicano que participó en la Revolución mexicana. Fue un general de las fuerzas constitucionalistas desde 1913 permaneció leal a Venustiano Carranza al sobrevenir la escisión de los revolucionarios.  